# Cyclocheilichthys
Cyclocheilichthys és un gènere de peixos de la família dels ciprínids i de l'ordre dels cipriniformes. És un dels hostes intermediaris de la infecció per Opisthorchis viverrini en humans, que causa l'opistorquiosi.

## Taxonomia
- Cyclocheilichthys apogon (Valenciennes, 1842)[3]
- Cyclocheilichthys armatus (Valenciennes, 1842)[4]
- Cyclocheilichthys coolidgei (Smith, 1945)
- Cyclocheilichthys enoplus (Bleeker, 1850)[5]
- Cyclocheilichthys furcatus (Sontirat, 1989)[6]
- Cyclocheilichthys heteronema (Bleeker, 1853)
- Cyclocheilichthys janthochir (Bleeker, 1853)
- Cyclocheilichthys lagleri (Sontirat, 1989)
- Cyclocheilichthys repasson (Bleeker, 1853)
- Cyclocheilichthys schoppeae (Cervancia & Kottelat, 2007)[7]
- Cyclocheilichthys sinensis (Bleeker, 1879)[8][9][10][11][12][13]